# Sonic X
Sonic X je japanski anime napravljen prema poznatoj igrici za konzolu SEGE Sonic the Hedgehog, koju su producirali TMS Entertainment. Ima 52 epizode te se počeo prikazivati 6. travnja 2003., a završio prikazivati 28. ožujka 2004. na japanskoj mreži TV Tokyo. Sljedećih 26 epizoda se prikazivalo u regijama kao što su Sjedinjene Američke Države (gdje su epizode lokalizirali 4Kids Entertainment), Europa i Bliski istok od 2005. do 2006. Sonic X se emitirao 2004. na hrvatskoj televiziji Nova TV sinkroniziran na engleskom s hrvatskim titlovima i prevedenim imenima likova.

## Radnja

### 1. sezona
Sonic, Repko i Amy pokušavaju spasiti Torticu i njenog ljubimca Sirćija od Doktora Jajića, tko je pronašao svih 7 smaragda kaosa. Kad se Sonic probije u Jajićevu bazu, robot ga pokuša napasti, ali slučajno upuca stroj u kojem se nalaze smaragdi kaosa, što aktivira kaos kontrolu. Ovo teleportira Sonica, Jajića (i njegove robote), Repića, Amy, Torticu i Sirćija, te Biga the Cata (i njegovu žabu), Rouge the Bat, Šiljka, i Chaotixe (detektivski tim koji se sastoji od Vectora the Crocodilea, Espija the Chameleona i Charmy Beea) na Zemlju, paralelni svijet u kojem se nalaze ljudi. Sonica počne loviti policija i skoći u bazen velike kuće, te ga spasi dvanaestogodišnji dječak zvan Christopher Thorndyke, tko živi u toj kući sa svojom majkom, Lindsey (tko je poznata glumica), svojim ocem Nelsonom (korporativni izvršni direktor), znanstvenikom i djedom Chuckom, kuharicom i sluškinjom Ellom i sobarom Tanakom. Svi prijatelji se nađu u Chrisovoj kući i skrivaju se od njegove obitelji (osim Chucka), ali eventualno ih Tortica otkrije, ali se sprijatelje s obitelji i Chrisovim prijateljima, Dannyjem, Francisom i Helen.
Sonic i njegovi prijatelji i dalje se žele vratiti kući, pa se neprestano svađaju oko Smaragda s doktorom Jajićem, njegovim robotskim pomoćnicima - hiperaktivnim Bokkunom koji traži pažnju i zanosnim Bocoejem i Decoom - i njegovim većim naoružanim robotima. Eggman planira preuzeti svijet, privlačeći pozornost predsjednika neimenovane nacije, pa Šiljak, Rouge i savezni agent Topaz rade na tome da ga zaustave. Ostali antropomorfni stanovnici ubrzo se pridružuratu, a kad je Jajić poražen, svi su prozvani kao heroji.

### 2. sezona
Jajić probudi biće zvano Chaos iz Master smaragda. Životinje izgube bitku pokušavajući povratiti smaragde dok Chaos upije svih sedam i postane div, ali ženski ježak, Tikal, koja je sebe i Chaosa zarobila u Master smaragd tisućljećima prije, se pojavi da ga umiri. Nakon što Sonic iskoristi energiju smaragda kaosa da postane Super Sonic, porazi Chaosa, tko se vrati Master smaragdu s Tikal.
Nedugo nakon, Jajić pronađe dnevnik Geralda Robotnika, njegovog djeda, i Geraldov stari projekt Shadow u vojnoj bazi. Nakon što ga oslobodi Jajić, Shadow se probije u muzej da ukrade smaragd, zbog čega Sonic završi u zatvoru. Amy ga spasi, ali Shadow, Jajić, i dvosmislena Rouge pobjegnu na Space Colony ARK, gdje Jajić svima poćne prijetiti da će iskoristiti tajno oružje zvano Eclipse Cannon da uništi Zemlju ako ne budu pratili njegovu vladavinu; on otpuca pola Mjeseca da pokaže svoju moć. Jajuć skupi sve smaragde da pojaća top, ali ovo aktivira program koji je Gerald napravio prije mnogo godina, zbog kojeg će Space Colony ARK pasti na Zemlju, što bi brzo uništilo planete. Gerald je ovo napravio kao osveta svim ljudima, koje je okrivio za smrt njegove unuke Marije nakon što ju je vlada ubila tijekom napada na Space Colony ARK. Svi rade zajedno da to zaustave osim Shadowa, tko se ne osjeća loše jer misli da je pomogao ostvarenjem Geraldove osvete. Chris se suoći sa Shadowom, i podsjeti ga na Marijinu posljednju želju, koja je bila da Shadow zaštiti sve ljude, da im pomogne i vodi. Pomaknut do suza i s novim osjećajem svrhe, Shadow se udruži sa Sonicom i oboje iskoriste smaragde i teleportiraju ARK daleko od Zemlje, no čini se da je Shadow bio ubijen kad je pao na Zemlju. Sonic, njegovi prijatelji, i Jajić promisle o Shadowovom žrtvovanju samog sebe i vrate se na Zemlju.
Jajić popravi Mjesec, ali promijeni poziciju, što stvori pomrčinu Sunca, i zato stvara i prodaje "Sunčane lopte" da kopira svijetlo Sunca. Sonic prepozna Jajićevu škrtu motivaciju, i Jajić je uhićen zbog prevare. Bokkun aktivira robota zvanog Emerl, tko se brzo sprijatelji s antropomorfnim prijateljima, i Jajić pobjegne iz zatvora. Emerl dobije smaragd kao nagradu za natjecanje iz borilačkih vještina u kojem se natjecalo mnogo likova, dobrih i zlih, ali poludi i pokuša napasti grad, zbog ćega ga Tortica i Sirći moraju uništiti.
Kasnije, dva fizičara vlade se pojave pred Chrisevom kućom da objasni da su svijet Sonica i Zemlja bili jedan svijet koje je razdvojio kataklizmički događaj, ali se ponovno spajaju, što će zauvijek zaustaviti vrijeme, i jedino se može popraviti ako se Sonic i prijatelji vrate nazad. Repko i Chuck naprave vrata s kojim će se Sonic i ostali vratiti nazad koristeći kaos kontrolu, ali Chris ne želi da ga napuste. Kad su svi osim Sonica otišli, Chris iskljući stroj, bojajući se da neće imati nikoga ako Sonic ode jer mu roditelji često nisu doma. Sonic razumije njegovu odluku, ali mu kaže da treba biti snažan bez njega. Roditelji Chrisu obećaju da će se vište družiti s njim, i Sonic se napokon vrati u svoj svijet.

### 3. sezona
Šest mjeseci kasnije, rasa zlih robota poznatim po imenu Metarex pokušaju ukrasti Sonicove smaragde, ali ih razbaca po galaksiji. U međuvremenu, na Zemlji, gdje je prošlo šest godine i Chris sad ima osamnaest godina, Chris napravi novu spravu kojom bi se mogao vratiti prijateljma; opet ima dvanaest kad dođe. Bolesna djevojka slična biljci padne na njihov svijet i pomognu joj, pa im se pridruži, i svi zajedno počnu letjeti Repkovim novim brodom, Blue Typhoonom. Na Typhoonu, istražuju galaksiju tražeći smaragde i "Planetna jaja" (predmeti koji dopuštaju život u galaksiji koje su Metarexi ukrali da depopuliraju galaksiju) i bore se s Metarexima svaki put kad dobiju šansu. Na putu, Repko i Cosmo se zaljube. Rouge Shadowa pronađe živog u kapsuli Jajića, i kasnije je oslobođen (iako je izgubio sjećanje). U početku pomognu Jajiću (i jednom spase Chrisa) ali nakon što je Shadow iskusio smrt jednog borca koji ga je posjećao na Mariju, on i Rouge se počnu samostalno boriti protiv Metarexa. Jajić se kasnije pridruži Metarexima, što je zapravo zamka da dobije više informacija. Nakon što sazna za ciljeve Metarexa, Shadow se ponovno pojavi i pokuša ubiti Cosmo, što jako naljuti Repka. Vođa Metarexa, Dark Oak, se pojavi i otkrije da su Metarex i Cosmo su ista vrsta i da su joj stavili čip u mozak dok su joj uništavali vrstu; od tad je bila ne svijesna špijunka. Zbog ovoga je Shadow pokušao ubiti Cosmo. Chris, Šiljak, i Repko primijete da će Cosmo možda izgubiti vid i sluh ako se riješe sprave. Šiljak traži da joj ionako maknu spravu (u japanskoj inačici traži da se riješe bez da ju ozlijede), ali Repko ne zna što će napraviti, zato joj zaustave kirurgiju i nastave borbu protiv Metarexa.
Junaci, uz Chaotixe i Shadowa, otputuju u sredinu svijeta, gdje Metarexi kontroliraju planet s Planetnim jajetom. Nakon što Sonic skoro potone u njemu, planet se počne pretvarati u ogromno sjeme; Metarexi otkriju da će uništiti planet jer su izgubili bitku. Metarexi se počnu spajati, i stvore ogromno biće slično zmaju i ogromnoj biljci. Sonic i Shadow iskoriste moć smaragda kaosa i postanu Super Sonic i Shadow, no još uvijek ne mogu poraziti Metarex. Cosmo vidi viziju njene majke Earthije, koja joj kaže da se mora žrtvovati da spasi sviju. Spoji se sa sjemenom i kaže Repku da iskoristi top Blue Typhoona da Super Sonica i Shadowa lansira prema sjemenu i njom. Repko se boji, ne znajući hoće li spasiti svijet ili Cosmo, ali pronađe snagu u sebi i uništi Metarexe i Cosmo, dijelovi sjemena se razbacaju u galaksiji i planetna jaja se vrate na svoja mjesta. Dark Oak ima tren kajanja kad viziji Earthiju u viziji i premine. Shadow i sebe žrtvuje da zaustavi eksploziju. Nakon rata, Sonic tužno objasni Repku da Cosmo nije mogla biti spašena i dadne mu jedan od njenih sjemena. Na Sonicovom planetu Jajić napravi portal kojim bi se Chris mogao vratiti doma, kasnije prizna da je ovime pokušao oslabiti tim Sonic. Emisija završi kad se Chris vrati u svoj svijet dok Sonic i prijatelji, kako oduvijek biva, zaustavljaju Jajića i zabavljaju se zajedno. Na kraju vidimo Shadowa na dalekom planetu i Cosmin sjemen, koji nikne.

## Drugi mediji
Zbog uspijeha emisije, mnoge adaptacije i dodatni mediji bili su napravljeni za promociju i proširenje svijeta.

### Stripovi
Sonic X je jedan od mnogih stripova Archie Comicsa napravljenih na temelju franšize Sonic the Hedgehog. Sonic X je podserija glavne serija stripova Sonic the Hedgehog. Izdanja je bilo 40 i svi su se događali između epizoda, ne u istom svijetu glavnih stripova. Prvo izdanje izašlo je rujna 2005. sve do prosinca 2008. Pisci su bili Joe Edkin i Ian Flynn. Ilustracije za naslovnice crtali su Patrick "Spaz" Spaziante i Tracy Yardley. Tim Smith III, Tracy Yardley, Jim Amash, John Workman, Josh Ray i Mike Pellerito radili su na pisanju i ilustriranju. Radnja je posuđivala mnoge dijelove prvih dviju sezona i Sonic Adventure. Od 31. izdanja su stripovi imali pitanja i poštu od čitatelja na zadnjim stranicama. Mnoge stranice i crteži su odali počast animiranoj seriji. Radnja se mijenjala svakih par izdanja. Glavni motiv zaustavljanja Jajića ostao je isti, no njegovi planovi bi postali čudniji i opasniji u svakom izdanju, sve do posljednjeg izdanja, koje je reklo da će se ponovno vidjeti Sonic i grupa. Kasnije smo ih vidjeli u ne povezanom nastavku, Sonic Universe.

### Videoigre
2005. (u Sjevernoj Americi, 2007. u Europi) izašla je edukativna igra s likovima serije s istim imenom. U ovoj igri, Jajić je oteo Sonicove prijatelje (Repka, Šiljka i Amy) i zato Sonic, uz pratnju Chrisa, ih mora spasiti riješavajući matematičke operacije. Mogu se igrati tri mini-igre uz tri nivoa (Angel Island, Station Square i Jajićeva baza, prva dva iz prijašnjih igara). Igrač kontrolira Sonica u 2D-u, Sonic može skupljati prstenove i skakati na platforme, riješavajući zadatke i pitanja. Kasnije će Jajić poslati matematičke robote da napadaju Sonica, i igrač može njih poraziti rješavanjem zadataka.

### Igre karata za skupljanje
Kolekcionarska igra karata za Sonic X izašla je 14 rujna 2006. pod imenom Sonic X Card Game. U igri, dva igraća moraju skupiti tri smaragda kaosa. Oba igraća imaju 2 reda koja se sastoje od 5 karata. Red najbliži igraću zove se chaos row dok je najbliži protivniku spare row. Nakon pokreta, svaki igrać bi trebao osvojiti smaragd kaosa. Smaragdi nisu prikazani na kartama, i zato je preporučeno da se smaragdi motre drugim predmetom. Tipična igra ima 4 koraka;
1. Play Step - Igrać dobije 5 karata za chaos row koje okrene, ali i može gledati (bez da gleda karte protivnika).
2. Rush Step - Igrać koji vodi okrene jednu kartu, a drugi igrać, bez da okrene kartu iz reda koji je protivnik već okrenuo, napravi isto. Ovako nastavljaju dok se ne okrenu sve. Neke karte možda uzrokuju micanje drugih karata.
3. Score Step - Igrači zbroje broj prstenova koje su dobili okretanjem karata. Onaj s više prestenova osvoji smaragd kaosa. Ako imaju isti borj prstenova, igraći moraju igrati ponovno.
4. Recharge Step - Igraći izvlaće karte dok ne dobiju 7. Karte iz glavnog reda se presele u drugi red.

Elementi karata:
- Naslov
- Svojstva
- Boja
- Broj (informacije o vrijednosti karte)
- Prstenje
- Tekst

## Likovi
Popis likova iz emisije, igara i stripa.
- Jež Sonic/Sonic the Hedgehog (Jason Griffith) - Glavni lik
- Repko/Tails (Amy Palant)